# Seznam vítězek ženské dvouhry na French Open
Seznam vítězek ženské dvouhry na French Open uvádí přehled šampionek ženské singlové soutěže French Open, turnaje známého také pod názvem Roland Garros, oficiálně francouzsky Les Internationaux de France de Roland Garros.
French Open představuje tenisový Grand Slam, každoročně hraný na přelomu května a června. Ženská dvouhra se poprvé konala roku 1897. Premiérový ročník mužů se odehrál již v roce 1891. V pořadí druhý major sezóny je zařazen mezi Australian Open a Wimbledon. Od roku 1928 probíhá na otevřených antukových dvorcích areálu Stade Roland-Garros v Paříži. V roce 1968 se jako první z grandslamů otevřel profesionálům.
Kvalifikace ženské dvouhry se od roku 2021 účastní sto dvacet osm tenistek. Šestnáct z nich řádně postupuje do hlavní soutěže, která se hraje vyřazovacím systémem na dva vítězné sety. V pavouku je sto dvacet osm hráček s třiceti dvěma nasazenými. Od roku 1973 se hraje sedmibodový tiebreak, (do roku 2021) s výjimkou rozhodující sady. V sezóně 2022 byla zkrácená hra zavedena i do třetí sady za stavu gamů 6–6, ovšem ve formátu supertiebreaku do 10 bodů. 

## Historie
French Open je druhým ze čtyř Grand Slamů tenisové sezóny, probíhající na přelomu května a června. Vítězkou se v prvních třech letech 1897–1899 stala Francouzka Adine Massonová, která získala celkem pět titulů.
Mezi roky 1915–1919 se v důsledku první světové války turnaj nekonal. V letech 1940–1945 opět neproběhl pro druhou světovou válku. V období 1941–1945 byl ve vichistickém režimu pořádán Tournoi de France. Jeho výsledky nebyly francouzským svazem započítány do oficiálních statistik ani historie grandslamu.
Do roku 1925 byl turnaj uzavřen pouze pro tenisty registrované ve francouzských klubech. V areálu Rolanda Garrose je hrán od sezóny 1928. Pořadatelem je Fédération Française de tennis (FFT, Francouzská tenisová federace).

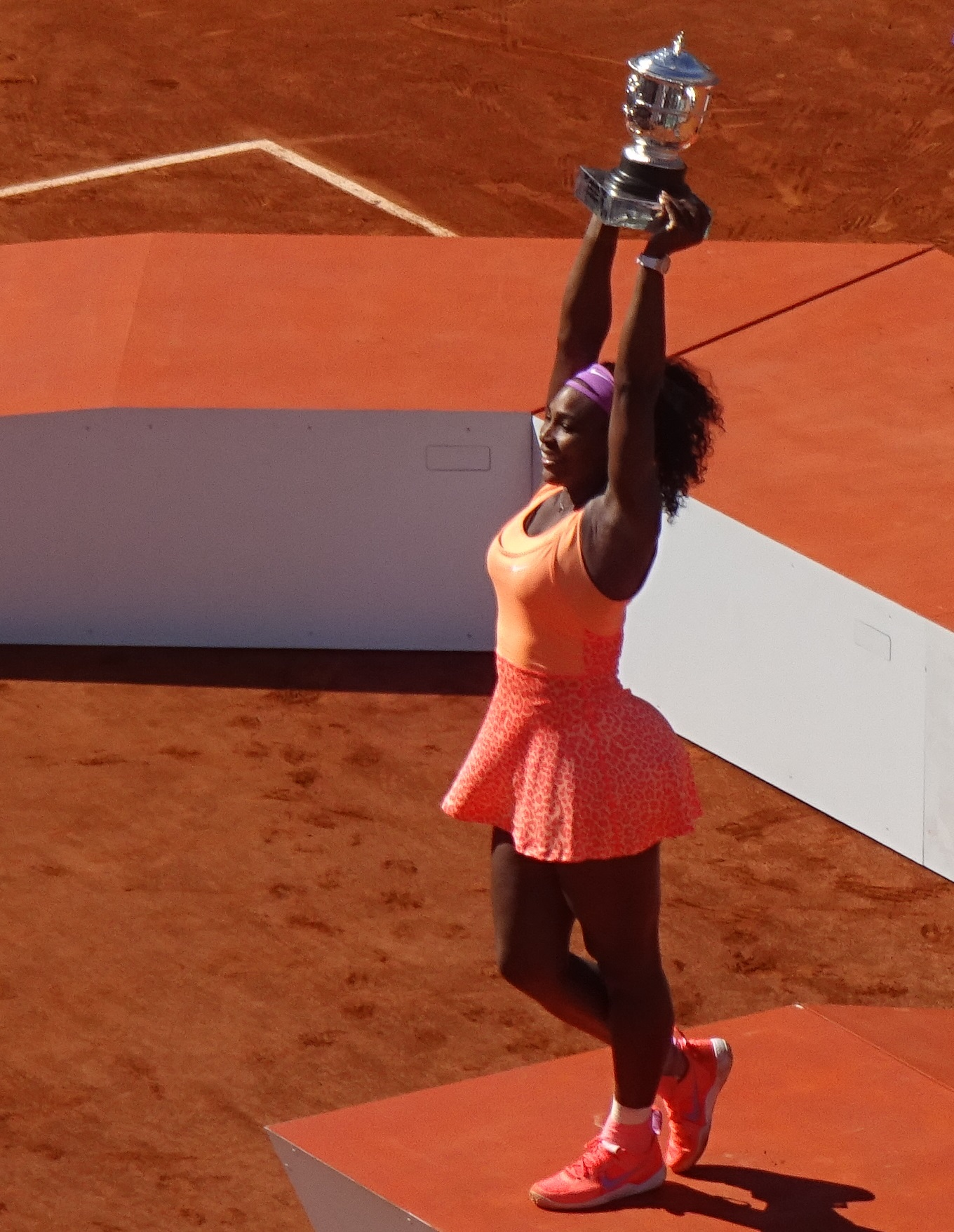
Serena Williamsová s pohárem Suzanne Lenglenové, 2015

Vítězce náleží pohár Suzanne Lenglenové (Coupe Suzanne Lenglen), pojmenovaný po francouzské tenisové legendě Suzanne Lenglenové. Šampionka do osobního držení obdrží nepatrně menší stříbrnou repliku vyrobenou firmou Maison Mellerio, sídlící na pařížské ulici Rue de la Paix. Finanční prémie k roku 2021 činila 1 400 000 eur.
V amatérské éře uzavřeného mistrovství jen pro hráčky francouzských klubů dosáhla rekordu pěti tituly Adine Massonová (1897–1899, 1902–1903). Nejvíce – tři trofeje v řadě z tohoto období, vybojovaly Jeanne Mattheyová (1909–1912) a Lenglenová (1920–1923).
Po otevření události i dalším tenistkám v roce 1925 získala stále v amatérské éře nejvyššího počtu čtyř titulů Helen Willsová Moodyová (1928–1930, 1932). Od otevřené éry i pro profesionálky, ohraničené rokem 1968, vyhrála nejvícekrát Chris Evertová, jejíž sedm trofejí představuje absolutní rekord (1974–1975, 1979–1980, 1983, 1985–1986). Po třech vítězstvích za sebou si v tomto období připsaly Monika Selešová (1990–1992) a Justine Heninová (2005–2007).
Na turnajové vítězství bez ztráty setu v otevřené éře dosáhly Evonne Goolagongová Cawleyová (1971), Billie Jean Kingová (1972), Evertová (1974), Steffi Grafová (1988), Arantxa Sánchezová Vicariová (1994), Heninová (2006, 2007) a Świąteková (2020).
Nejmladší šampionkou se v roce 1990 stala Monika Selešová, když zvítězila v 16 letech a 6 měsících. Jako nejstarší se do statistik naopak zapsala Maďarka Zsuzsi Körmöczyová, která ovládla ročník 1958 ve věku 33 let a 279 dní. V roce 1988 porazila ve finále Steffi Grafová sovětskou hráčku Natašu Zverevovou výsledkem 6–0, 6–0 za 34 minut, čímž dosáhla vůbec nejkratšího finále dvouhry na Grand Slamu v otevřené éře. Navíc v celém průběhu soutěže ztratila jen 20 gamů. Nejníže postavenou šampionkou od zavedení žebříčku WTA v roce 1975 se stala 19letá Polka Iga Świąteková v roce 2020, když jí patřilo 54. místo, po Ostapenkové druhá nenasazená vítězka otevřené éry.

## Přehled finále

### French Championships
| Rok                                                      | vítězka                                                  | poražená finalistka                                      | výsledek                                                 |
| Championnat de France amateurs international (1897–1924) | Championnat de France amateurs international (1897–1924) | Championnat de France amateurs international (1897–1924) | Championnat de France amateurs international (1897–1924) |
| -------------------------------------------------------- | -------------------------------------------------------- | -------------------------------------------------------- | -------------------------------------------------------- |
| 1897                                                     | Adine Massonová (FRA)                                    | P. Girodová (FRA)                                        | 6–3, 6–1                                                 |
| 1898                                                     | Adine Massonová (FRA)                                    |                                                          | jediná startující (finále nehráno)                       |
| 1899                                                     | Adine Massonová (FRA)                                    |                                                          | jediná startující (finále nehráno)                       |
| 1900                                                     | Hélène Prévostová (FRA)                                  |                                                          | jediná startující (finále nehráno)                       |
| 1901                                                     | P. Girodová (FRA)                                        | Lerouxová (FRA)                                          | 6–1, 6–1                                                 |
| 1902                                                     | Adine Massonová (FRA)                                    | P. Girodová (FRA)                                        | 6–0, 6–1                                                 |
| 1903                                                     | Adine Massonová (FRA)                                    | Kate Gillouová (FRA)                                     | 6–0, 6–8, 6–0                                            |
| 1904                                                     | Kate Gillouová (FRA)                                     | Adine Massonová (FRA)                                    | výsledek neznámý                                         |
| 1905                                                     | Kate Gillouová (FRA)                                     | Yvonne de Pfeffelová (FRA)                               | 6–0, 11–9                                                |
| 1906                                                     | Kate Gillou-Fenwicková (FRA)                             | Mac Veaghová (FRA)                                       | výsledek neznámý                                         |
| 1907                                                     | Comtesse de Kermelová (FRA)                              | Catherine d'Aliney d'Elva (FRA)                          | 6–1skreč                                                 |
| 1908                                                     | Kate Gillou-Fenwicková (FRA)                             | A. Peanová (FRA)                                         | 6–2, 6–2                                                 |
| 1909                                                     | Jeanne Mattheyová (FRA)                                  | Abeille Villard Gallayová (FRA)                          | 10–8, 6–4                                                |
| 1910                                                     | Jeanne Mattheyová (FRA)                                  | Germaine Régnierová (FRA)                                | 1–6, 6–1, 9–7                                            |
| 1911                                                     | Jeanne Mattheyová (FRA)                                  | Marguerite Broquedisová (FRA)                            | 6–2, 7–5                                                 |
| 1912                                                     | Jeanne Mattheyová (FRA)                                  | Marie Danetová (FRA)                                     | 6–2, 7–5                                                 |
| 1913                                                     | Marguerite Broquedisová (FRA)                            | Jeanne Mattheyová (FRA)                                  | 6–3, 6–3                                                 |
| 1914                                                     | Marguerite Broquedisová (FRA)                            | Suzanne Lenglenová (FRA)                                 | 5–7, 6–4, 6–3                                            |
| 1915                                                     | nehráno                                                  | nehráno                                                  | nehráno                                                  |
| 1916                                                     | nehráno                                                  | nehráno                                                  | nehráno                                                  |
| 1917                                                     | nehráno                                                  | nehráno                                                  | nehráno                                                  |
| 1918                                                     | nehráno                                                  | nehráno                                                  | nehráno                                                  |
| 1919                                                     | nehráno                                                  | nehráno                                                  | nehráno                                                  |
| 1920                                                     | Suzanne Lenglenová (FRA)                                 | Marguerite Broquedisová (FRA)                            | 6–1, 7–5                                                 |
| 1921                                                     | Suzanne Lenglenová (FRA)                                 | Germaine Goldingová (FRA)                                | bez boje                                                 |
| 1922                                                     | Suzanne Lenglenová (FRA)                                 | Germaine Goldingová (FRA)                                | 6–4, 6–2                                                 |
| 1923                                                     | Suzanne Lenglenová (FRA)                                 | Germaine Goldingová (FRA)                                | 6–1, 6–4                                                 |
| 1924                                                     | Julie Vlastová (FRA)                                     | Jeanne Vaussardová (FRA)                                 | 6–2, 6–3                                                 |
| Internationaux de France amateurs (1925–1967)            |                                                          |                                                          |                                                          |
| 1925                                                     | Suzanne Lenglenová (FRA)                                 | Kitty McKane Godfreeová (GBR)                            | 6–1, 6–2                                                 |
| 1926                                                     | Suzanne Lenglenová (FRA)                                 | Mary Browneová (USA)                                     | 6–1, 6–0                                                 |
| 1927                                                     | Kea Boumanová (NED)                                      | Irene Bowder Peacocková (JAR)                            | 6–2, 6–4                                                 |
| 1928                                                     | Helen Wills Moodyová (USA)                               | Eileen Bennett Whittingstallová (GBR)                    | 6–1, 6–2                                                 |
| 1929                                                     | Helen Wills Moodyová (USA)                               | Simonne Mathieuová (FRA)                                 | 6–3, 6–4                                                 |
| 1930                                                     | Helen Wills Moodyová (USA)                               | Helen Jacobsová (USA)                                    | 6–2, 6–1                                                 |
| 1931                                                     | Cilly Aussemová (GER)                                    | Betty Nuthallová (GBR)                                   | 8–6, 6–1                                                 |
| 1932                                                     | Helen Wills Moodyová (USA)                               | Simonne Mathieuová (FRA)                                 | 7–5, 6–1                                                 |
| 1933                                                     | Margaret Scriven Vivianová (GBR)                         | Simonne Mathieuová (FRA)                                 | 6–2, 4–6, 6–4                                            |
| 1934                                                     | Margaret Scriven Vivianová (GBR)                         | Helen Jacobsová (USA)                                    | 7–5, 4–6, 6–1                                            |
| 1935                                                     | Hilde Sperlingová (GER)                                  | Simonne Mathieuová (FRA)                                 | 6–2, 6–1                                                 |
| 1936                                                     | Hilde Sperlingová (GER)                                  | Simonne Mathieuová (FRA)                                 | 6–3, 6–4                                                 |
| 1937                                                     | Hilde Sperlingová (GER)                                  | Simonne Mathieuová (FRA)                                 | 6–2, 6–4                                                 |
| 1938                                                     | Simonne Mathieuová (FRA)                                 | Nelly Landryová (FRA)                                    | 6–0, 6–3                                                 |
| 1939                                                     | Simonne Mathieuová (FRA)                                 | Jadwiga Jędrzejowská (POL)                               | 6–3, 8–6                                                 |
| 1940                                                     | nehráno                                                  | nehráno                                                  | nehráno                                                  |
| 1941                                                     | Alice Weiwersová (LUX)                                   | Anne-Marie Seghersová (FRA)                              | 6–3, 6–0                                                 |
| 1942                                                     | Alice Weiwersová (LUX)                                   | Lolette Payotová (SUI)                                   | 6–4, 6–4                                                 |
| 1943                                                     | Simone Iribarne Lafargueová (FRA)                        | Alice Weiwersová (LUX)                                   | 6–1, 7–5                                                 |
| 1944                                                     | Raymonde Jones Veberová (FRA)                            | Jacqueline Patorniová (FRA)                              | 6–4, 9–7                                                 |
| 1945                                                     | Lolette Payotová (SUI)                                   | Simone Iribarne Lafargueová (FRA)                        | 6–3, 6–4                                                 |
| 1946                                                     | Margaret Osborne duPontová (USA)                         | Pauline Betz Addieová (USA)                              | 1–6, 8–6, 7–5                                            |
| 1947                                                     | Patricia Canning Toddová (USA)                           | Doris Hartová (USA)                                      | 6–3, 3–6, 6–4                                            |
| 1948                                                     | Nelly Landryová (FRA)                                    | Shirley Fry Irvinová (USA)                               | 6–2, 0–6, 6–0                                            |
| 1949                                                     | Margaret Osborne duPontová (USA)                         | Nelly Landryová (FRA)                                    | 7–5, 6–2                                                 |
| 1950                                                     | Doris Hartová (USA)                                      | Patricia Canning Toddová (USA)                           | 6–4, 4–6, 6–2                                            |
| 1951                                                     | Shirley Fry Irvinová (USA)                               | Doris Hartová (USA)                                      | 6–3, 3–6, 6–3                                            |
| 1952                                                     | Doris Hartová (USA)                                      | Shirley Fry Irvinová (USA)                               | 6–4, 6–4                                                 |
| 1953                                                     | Maureen Connollyová (USA)                                | Doris Hartová (USA)                                      | 6–2, 6–4                                                 |
| 1954                                                     | Maureen Connollyová (USA)                                | Ginette Bucailleová (FRA)                                | 6–4, 6–1                                                 |
| 1955                                                     | Angela Mortimerová (GBR)                                 | Dorothy Head Knodeová (USA)                              | 2–6, 7–5, 10–8                                           |
| 1956                                                     | Althea Gibsonová (USA)                                   | Angela Mortimerová (GBR)                                 | 6–0, 12–10                                               |
| 1957                                                     | Shirley Bloomer Brasherová (GBR)                         | Dorothy Head Knodeová (USA)                              | 6–1, 6–3                                                 |
| 1958                                                     | Zsuzsa Körmöczyová (HUN)                                 | Shirley Bloomer Brasherová (GBR)                         | 6–4, 1–6, 6–2                                            |
| 1959                                                     | Christine Trumanová (GBR)                                | Zsuzsa Körmöczyová (HUN)                                 | 6–4, 7–5                                                 |
| 1960                                                     | Darlene Hardová (USA)                                    | Yola Ramírez Ochoaová (MEX)                              | 6–3, 6–4                                                 |
| 1961                                                     | Ann Haydon Jonesová (GBR)                                | Yola Ramírez Ochoaová (MEX)                              | 6–2, 6–1                                                 |
| 1962                                                     | Margaret Courtová (AUS)                                  | Lesley Turner Bowreyová (AUS)                            | 6–3, 3–6, 7–5                                            |
| 1963                                                     | Lesley Turner Bowreyová (AUS)                            | Ann Haydon Jonesová (GBR)                                | 2–6, 6–3, 7–5                                            |
| 1964                                                     | Margaret Courtová (AUS)                                  | Maria Buenová (BRA)                                      | 5–7, 6–1, 6–2                                            |
| 1965                                                     | Lesley Turner Bowreyová (AUS)                            | Margaret Courtová (AUS)                                  | 6–3, 6–4                                                 |
| 1966                                                     | Ann Haydon Jonesová (GBR)                                | Nancy Richey Gunterová (USA)                             | 6–3, 6–1                                                 |
| 1967                                                     | Françoise Dürrová (FRA)                                  | Lesley Turner Bowreyová (AUS)                            | 4–6, 6–3, 6–4                                            |

### French Open
| Rok                                           | vítězka                                       | poražená finalistka                           | výsledek                                      |
| Internationaux de France – Ère Open (od 1968) | Internationaux de France – Ère Open (od 1968) | Internationaux de France – Ère Open (od 1968) | Internationaux de France – Ère Open (od 1968) |
| --------------------------------------------- | --------------------------------------------- | --------------------------------------------- | --------------------------------------------- |
| 1968                                          | Nancy Richeyová (USA)                         | Ann Haydon Jonesová (GBR)                     | 5–7, 6–4, 6–1                                 |
| 1969                                          | Margaret Courtová (AUS)                       | Ann Haydon Jonesová (GBR)                     | 6–1, 4–6, 6–3                                 |
| 1970                                          | Margaret Courtová (AUS)                       | Helga Niessenová (FRG)                        | 6–2, 6–4                                      |
| 1971                                          | Evonne Goolagongová (AUS)                     | Helen Gourlay Cawleyová (AUS)                 | 6–3, 7–5                                      |
| 1972                                          | Billie Jean Kingová (USA)                     | Evonne Goolagongová (AUS)                     | 6–3, 6–3                                      |
| 1973                                          | Margaret Courtová (USA)                       | Chris Evertová (USA)                          | 6–7, 7–6, 6–4                                 |
| 1974                                          | Chris Evertová (USA)                          | Olga Morozovová (URS)                         | 6–1, 6–2                                      |
| 1975                                          | Chris Evertová (USA)                          | Martina Navrátilová (TCH)                     | 2–6, 6–2, 6–1                                 |
| 1976                                          | Sue Barkerová (GBR)                           | Renáta Tomanová (TCH)                         | 6–2, 0–6, 6–2                                 |
| 1977                                          | Mima Jaušovecová (YUG)                        | Florenţa Mihaiová (ROU)                       | 6–2, 6–7, 6–1                                 |
| 1978                                          | Virginia Ruziciová (ROU)                      | Mima Jaušovecová (YUG)                        | 6–2, 6–2                                      |
| 1979                                          | Chris Evertová (USA)                          | Wendy Turnbullová (AUS)                       | 6–2, 6–0                                      |
| 1980                                          | Chris Evertová (USA)                          | Virginia Ruziciová (ROU)                      | 6–0, 6–3                                      |
| 1981                                          | Hana Mandlíková (TCH)                         | Sylvia Haniková (FRG)                         | 6–2, 6–4                                      |
| 1982                                          | Martina Navrátilová (USA)                     | Andrea Jaegerová (USA)                        | 7–6, 6–1                                      |
| 1983                                          | Chris Evertová (USA)                          | Mima Jaušovecová (YUG)                        | 6–1, 6–2                                      |
| 1984                                          | Martina Navrátilová (USA)                     | Chris Evertová (USA)                          | 6–3, 6–1                                      |
| 1985                                          | Chris Evertová (USA)                          | Martina Navrátilová (USA)                     | 6–3, 6–7(4–7), 7–5                            |
| 1986                                          | Chris Evertová (USA)                          | Martina Navrátilová (USA)                     | 2–6, 6–3, 6–3                                 |
| 1987                                          | Steffi Grafová (FRG)                          | Martina Navrátilová (USA)                     | 6–4, 4–6, 8–6                                 |
| 1988                                          | Steffi Grafová (FRG)                          | Nataša Zverevová (URS)                        | 6–0, 6–0                                      |
| 1989                                          | Arantxa Sánchez Vicariová (ESP)               | Steffi Grafová (GER)                          | 7–6(8–6), 3–6, 7–5                            |
| 1990                                          | Monika Selešová (YUG)                         | Steffi Grafová (GER)                          | 7–6(8–6), 6–4                                 |
| 1991                                          | Monika Selešová (YUG)                         | Arantxa Sánchez Vicariová (ESP)               | 6–3, 6–4                                      |
| 1992                                          | Monika Selešová (YUG)                         | Steffi Grafová (GER)                          | 6–2, 3–6, 10–8                                |
| 1993                                          | Steffi Grafová (GER)                          | Mary Joe Fernandezová (USA)                   | 4–6, 6–2, 6–4                                 |
| 1994                                          | Arantxa Sánchez Vicariová (ESP)               | Mary Pierceová (FRA)                          | 6–4, 6–4                                      |
| 1995                                          | Steffi Grafová (GER)                          | Arantxa Sánchez Vicariová (ESP)               | 7–5, 4–6, 6–0                                 |
| 1996                                          | Steffi Grafová (GER)                          | Arantxa Sánchez Vicariová (ESP)               | 6–3, 6–7(4–7), 10–8                           |
| 1997                                          | Iva Majoliová (CRO)                           | Martina Hingisová (SUI)                       | 6–4, 6–2                                      |
| 1998                                          | Arantxa Sánchez Vicariová (ESP)               | Monika Selešová (USA)                         | 7–6(7–5), 0–6, 6–2                            |
| 1999                                          | Steffi Grafová (GER)                          | Martina Hingisová (SUI)                       | 4–6, 7–5, 6–2                                 |
| 2000                                          | Mary Pierceová (FRA)                          | Conchita Martínezová (ESP)                    | 6–2, 7–5                                      |
| 2001                                          | Jennifer Capriatiová (USA)                    | Kim Clijstersová (BEL)                        | 1–6, 6–4, 12–10                               |
| 2002                                          | Serena Williamsová (USA)                      | Venus Williamsová (USA)                       | 7–5, 6–3                                      |
| 2003                                          | Justine Heninová (BEL)                        | Kim Clijstersová (BEL)                        | 6–0, 6–4                                      |
| 2004                                          | Anastasija Myskinová (RUS)                    | Jelena Dementěvová (RUS)                      | 6–1, 6–2                                      |
| 2005                                          | Justine Heninová (BEL)                        | Mary Pierceová (FRA)                          | 6–1, 6–1                                      |
| 2006                                          | Justine Heninová (BEL)                        | Světlana Kuzněcovová (RUS)                    | 6–4, 6–4                                      |
| 2007                                          | Justine Heninová (BEL)                        | Ana Ivanovićová (SRB)                         | 6–1, 6–2                                      |
| 2008                                          | Ana Ivanovićová (SRB)                         | Dinara Safinová (RUS)                         | 6–4, 6–3                                      |
| 2009                                          | Světlana Kuzněcovová (RUS)                    | Dinara Safinová (RUS)                         | 6–4, 6–2                                      |
| 2010                                          | Francesca Schiavoneová (ITA)                  | Samantha Stosurová (AUS)                      | 6–4, 7–6(7–2)                                 |
| 2011                                          | Li Na (CHN)                                   | Francesca Schiavoneová (ITA)                  | 6–4, 7–6(7–0)                                 |
| 2012                                          | Maria Šarapovová (RUS)                        | Sara Erraniová (ITA)                          | 6–3, 6–2                                      |
| 2013                                          | Serena Williamsová (USA)                      | Maria Šarapovová (RUS)                        | 6–4, 6–4                                      |
| 2014                                          | Maria Šarapovová (RUS)                        | Simona Halepová (ROU)                         | 6–4, 6–7(5–7), 6–4                            |
| 2015                                          | Serena Williamsová (USA)                      | Lucie Šafářová (CZE)                          | 6–3, 6–7(2–7), 6–2 (detaily)                  |
| 2016                                          | Garbiñe Muguruzaová (ESP)                     | Serena Williamsová (USA)                      | 7–5, 6–4                                      |
| 2017                                          | Jeļena Ostapenková (LAT)                      | Simona Halepová (ROU)                         | 4–6, 6–4, 6–3                                 |
| 2018                                          | Simona Halepová (ROU)                         | Sloane Stephensová (USA)                      | 3–6, 6–4, 6–1                                 |
| 2019                                          | Ashleigh Bartyová (AUS)                       | Markéta Vondroušová (CZE)                     | 6–1, 6–3                                      |
| 2020                                          | Iga Świąteková (POL)                          | Sofia Keninová (USA)                          | 6–4, 6–1                                      |
| 2021                                          | Barbora Krejčíková (CZE)                      | Anastasija Pavljučenkovová (RUS)              | 6–1, 2–6, 6–4                                 |
| 2022                                          | Iga Świąteková (POL)                          | Coco Gauffová (USA)                           | 6–1, 6–3                                      |
| 2023                                          | Iga Świąteková (POL)                          | Karolína Muchová (CZE)                        | 6–2, 5–7, 6–4                                 |
| 2024                                          | Iga Świąteková (POL)                          | Jasmine Paoliniová (ITA)                      | 6–2, 6–1                                      |
| 2025                                          | Coco Gauffová (USA)                           | Aryna Sabalenková                             | 6–7(5–7), 6–2, 6–4                            |

## Statistiky

### Vícenásobné vítězky
| Tenistka                                                                                      | éra       | éra  | éra     | roky vítězství                           |
| Tenistka                                                                                      | amatérská | open | celkově | roky vítězství                           |
| --------------------------------------------------------------------------------------------- | --------- | ---- | ------- | ---------------------------------------- |
| Chris Evertová (USA)                                                                          | 0         | 7    | 7       | 1974, 1975, 1979, 1980, 1983, 1985, 1986 |
| Suzanne Lenglenová (FRA)                                                                      | 6         | 0    | 6       | 1920, 1921, 1922, 1923, 1925, 1926       |
| Steffi Grafová (GER)                                                                          | 0         | 6    | 6       | 1987, 1988, 1993, 1995, 1996, 1999       |
| Françoise Massonová (FRA)                                                                     | 5         | 0    | 5       | 1897, 1898, 1899, 1902, 1903             |
| Margaret Courtová (AUS)                                                                       | 2         | 3    | 5       | 1962, 1964, 1969, 1970, 1973             |
| Kate Gillouová (FRA)                                                                          | 4         | 0    | 4       | 1904, 1905, 1906, 1908                   |
| Jeanne Mattheyová (FRA)                                                                       | 4         | 0    | 4       | 1909, 1910, 1911, 1912                   |
| Helen Willsová (USA)                                                                          | 4         | 0    | 4       | 1928, 1929, 1930, 1932                   |
| Justine Heninová (BEL)                                                                        | 0         | 4    | 4       | 2003, 2005, 2006, 2007                   |
| Iga Świąteková (POL)                                                                          | 0         | 4    | 4       | 2020, 2022, 2023, 2024                   |
| Hilde Sperlingová (DEN)                                                                       | 3         | 0    | 3       | 1935, 1936, 1937                         |
| Arantxa Sánchezová Vicariová (ESP)                                                            | 0         | 3    | 3       | 1989, 1994, 1998                         |
| Monika Selešová (YUG)                                                                         | 0         | 3    | 3       | 1990, 1991, 1992                         |
| Serena Williamsová (USA)                                                                      | 0         | 3    | 3       | 2002, 2013, 2015                         |
| Margaret Scriven Vivianová (GBR)                                                              | 2         | 0    | 2       | 1933, 1934                               |
| Simonne Mathieuová (FRA)                                                                      | 2         | 0    | 2       | 1938, 1939                               |
| Margaret Osborne duPontová (USA)                                                              | 2         | 0    | 2       | 1946, 1949                               |
| Doris Hartová (USA)                                                                           | 2         | 0    | 2       | 1950, 1952                               |
| Maureen Connollyová (USA)                                                                     | 2         | 0    | 2       | 1953, 1954                               |
| Ann Haydonová-Jonesová (GBR)                                                                  | 2         | 0    | 2       | 1961, 1966                               |
| Lesley Turner Bowreyová (AUS)                                                                 | 2         | 0    | 2       | 1963, 1965                               |
| Martina Navrátilová (USA)                                                                     | 0         | 2    | 2       | 1982, 1984                               |
| Maria Šarapovová (RUS)                                                                        | 0         | 2    | 2       | 2012, 2014                               |
| kurziva – vítězky před rokem 1925, kdy na turnaji startovaly jen hráčky z francouzských klubů |           |      |         |                                          |

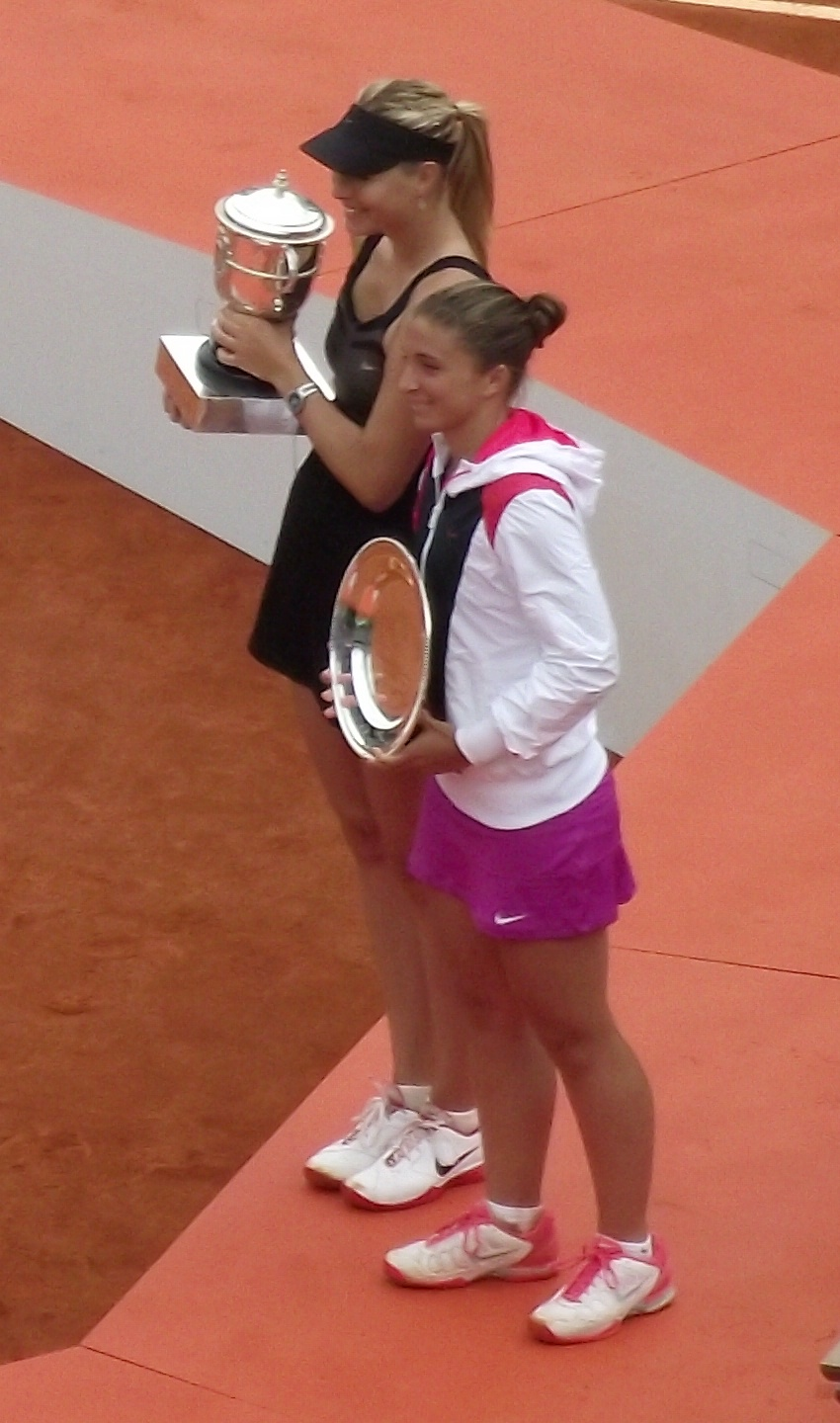
Vítězka Maria Šarapovová, finalistka Sara Erraniová, 2012
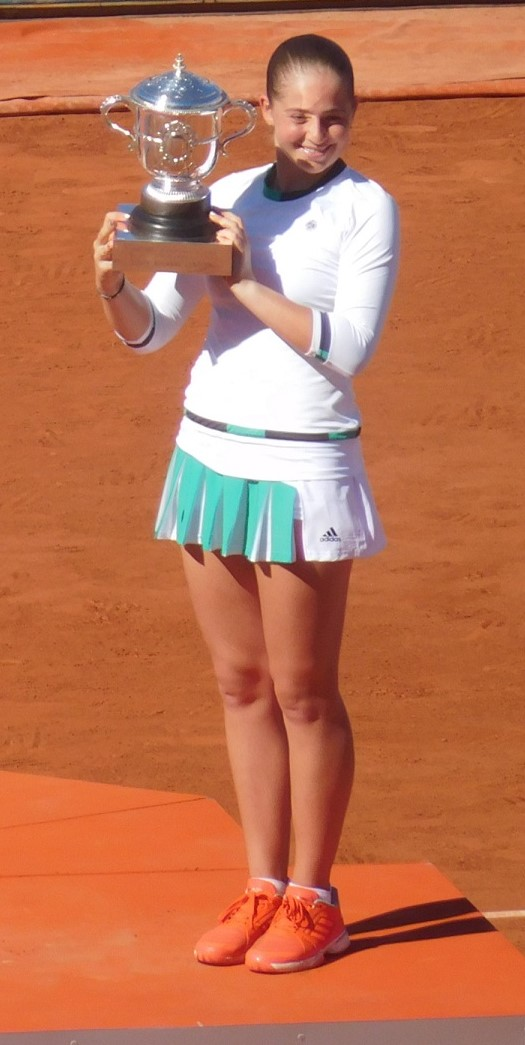
Jeļena Ostapenková, 2017
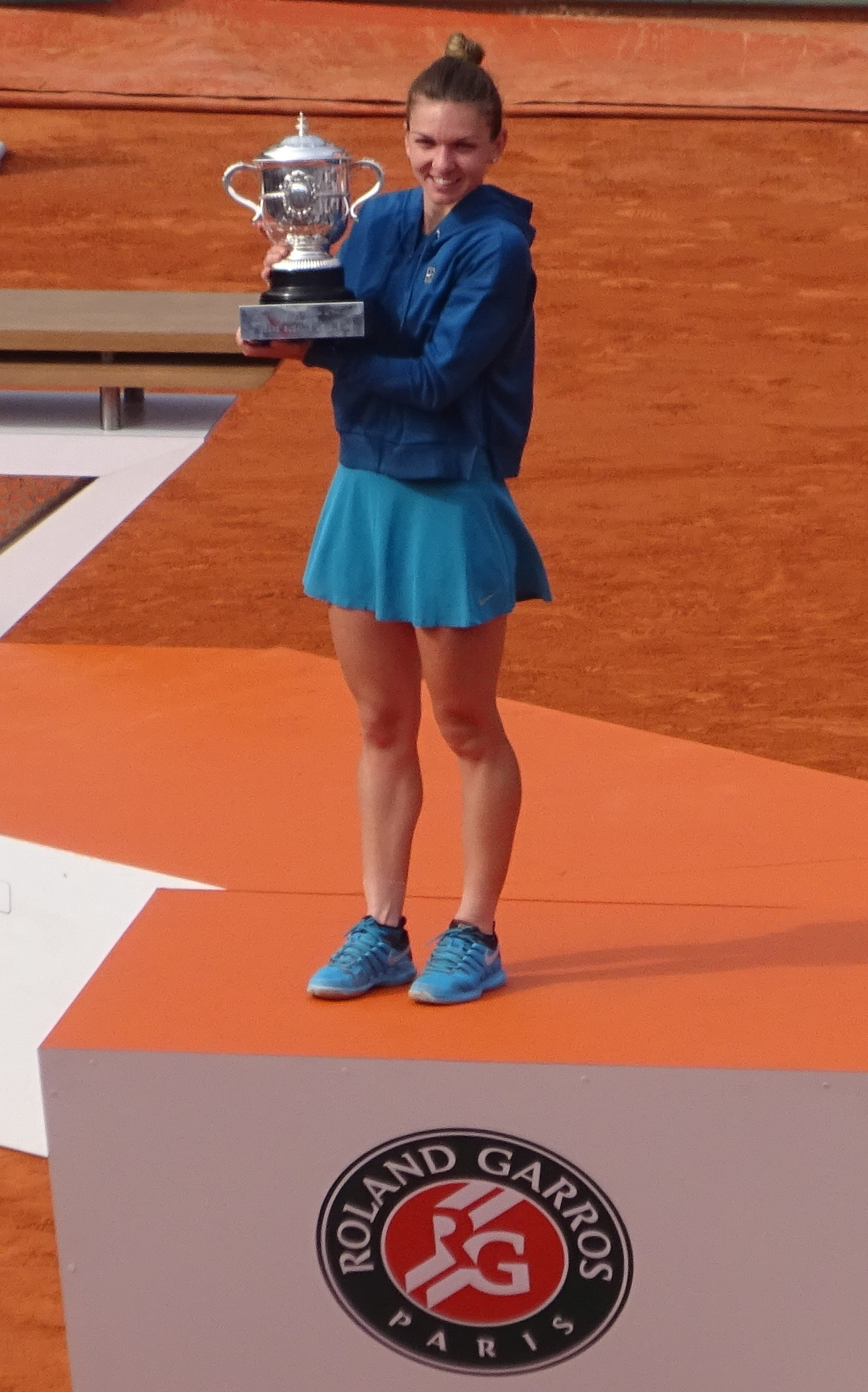
Simona Halepová, 2018
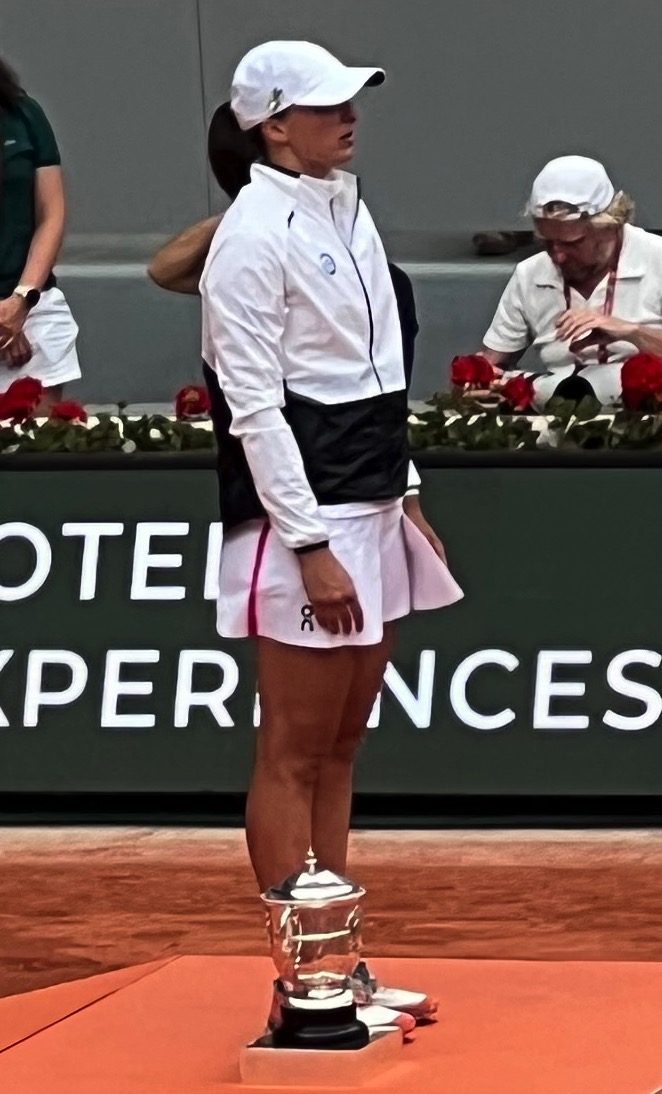
Iga Świąteková, 2023

### Vítězky podle státu
| Stát                   | éra       | éra  | éra     | titul | titul    |
| Stát                   | amatérská | open | celkově | první | poslední |
| ---------------------- | --------- | ---- | ------- | ----- | -------- |
| Spojené státy americké | 14        | 16   | 30      | 1928  | 2025     |
| Austrálie              | 4         | 5    | 9       | 1962  | 2019     |
| Spojené království     | 7         | 1    | 8       | 1933  | 1976     |
| Francie                | 6         | 1    | 7       | 1925  | 2000     |
| Německo                | 1         | 4    | 5       | 1931  | 1999     |
| Rusko                  | 0         | 4    | 4       | 2004  | 2014     |
| Jugoslávie             | 0         | 4    | 4       | 1977  | 1992     |
| Belgie                 | 0         | 4    | 4       | 2003  | 2007     |
| Polsko                 | 0         | 4    | 4       | 2020  | 2024     |
| Španělsko              | 0         | 4    | 4       | 1989  | 2016     |
| Dánsko                 | 3         | 0    | 3       | 1935  | 1937     |
| Západní Německo        | 0         | 2    | 2       | 1987  | 1988     |
| Rumunsko               | 0         | 2    | 2       | 1978  | 2018     |
| Nizozemsko             | 1         | 0    | 1       | 1927  | 1927     |
| Maďarsko               | 1         | 0    | 1       | 1958  | 1958     |
| Československo         | 0         | 1    | 1       | 1981  | 1981     |
| Chorvatsko             | 0         | 1    | 1       | 1997  | 1997     |
| Srbsko                 | 0         | 1    | 1       | 2008  | 2008     |
| Itálie                 | 0         | 1    | 1       | 2010  | 2010     |
| Čína                   | 0         | 1    | 1       | 2011  | 2011     |
| Lotyšsko               | 0         | 1    | 1       | 2017  | 2017     |
| Česko                  | 0         | 1    | 1       | 2021  | 2021     |